# Ariel Álvarez Leyva
Pour les articles homonymes, voir Álvarez.
Ariel Álvarez Leyva, né le 1er janvier 1973 à Caibarién, est un ex-footballeur cubain, qui jouait au poste de milieu de terrain. Il s'est reconverti en entraîneur.

## Biographie

### Carrière de joueur

#### En club
Joueur du FC Villa Clara dont il est le capitaine, Álvarez est prêté en 1999, avec 15 autres joueurs, au Bonner SC, club de la 4e division allemande.

#### En équipe nationale
En 1989, Álvarez dispute la Coupe du monde des moins de 17 ans en Écosse (trois matchs, aucun but marqué).
International cubain de 1992 à 2001 (54 sélections et 9 buts marqués), Álvarez participe à la Gold Cup 1998 (1er tour) ainsi qu'aux Coupes caribéennes des nations de 1992, 1995, 1999 (finaliste) et 2001. Il dispute aussi les qualifications pour les Coupes du monde de 1998 et 2002.

#### Buts en sélection
| Buts en sélection d'Ariel Álvarez | Buts en sélection d'Ariel Álvarez | Buts en sélection d'Ariel Álvarez                          | Buts en sélection d'Ariel Álvarez | Buts en sélection d'Ariel Álvarez | Buts en sélection d'Ariel Álvarez | Buts en sélection d'Ariel Álvarez |
|                                   | Date                              | Lieu                                                       | Adversaire                        | Score                             | Résultat                          | Compétition                       |
| --------------------------------- | --------------------------------- | ---------------------------------------------------------- | --------------------------------- | --------------------------------- | --------------------------------- | --------------------------------- |
| 1.                                | 18 juin 1992                      | Cricket Ground, Pointe-à-Pierre (Trinité-et-Tobago)        | Guadeloupe                        | 2-0                               | 2-0                               | CAR 1992                          |
| 2.                                | 25 mai 1995                       | Estadio Quisqueya, Saint-Domingue (République dominicaine) | République dominicaine            | 2-0                               | 3-0                               | QCAR 1995                         |
| 3.                                | 21 juillet 1995                   | Independence Park, Montego Bay (Jamaïque)                  | Jamaïque                          |                                   | 2-1                               | CAR 1995                          |
| 4.                                | 4 juin 1999                       | Marvin Lee Stadium, Macoya (Trinité-et-Tobago)             | Haïti                             | 2-1                               | 3-1                               | CAR 1999                          |
| 5.                                | 8 juin 1999                       | Marvin Lee Stadium, Macoya (Trinité-et-Tobago)             | Saint-Christophe-et-Niévès        | 1-0                               | 2-0                               | CAR 1999                          |
| 6.                                | 8 juin 1999                       | Marvin Lee Stadium, Macoya (Trinité-et-Tobago)             | Saint-Christophe-et-Niévès        | 2-0                               | 2-0                               | CAR 1999                          |
| 7.                                | 10 juin 1999                      | Hasely Crawford Stadium, Port of Spain (Trinité-et-Tobago) | Jamaïque                          | 2-0                               | 2-0                               | CAR 1999                          |
| 8.                                | 28 mars 2003                      | Estadio Pedro Marrero, La Havane (Cuba)                    | Îles Caïmans                      | 2-0                               | 4-0                               | QCM 2002                          |
| 9.                                | 4 avril 2001                      | Uitvlugt, Guyana                                           | Dominique                         | 1-0                               | 3-1                               | QCAR 2001                         |

NB : Les scores sont affichés sans tenir compte du sens conventionnel en cas de match à l'extérieur (Cuba-Adversaire).

### Carrière d'entraîneur
En 2009, il est nommé entraîneur de son club de toujours, le FC Villa Clara, et remporte le championnat de Cuba deux fois consécutivement en 2011 et 2012. Il est relevé de ses fonctions, à la surprise générale, avant l'ouverture du championnat 2013.

## Palmarès

### Palmarès de joueur
En club
- Champion de Cuba en 1992, 1996, 1997, 2002-03 et 2004-05 avec le FC Villa Clara.

Avec l'équipe de Cuba
- Finaliste de la Coupe caribéenne des nations en 1999.

### Palmarès d'entraîneur
- Champion de Cuba en 2011 et 2012 avec le FC Villa Clara.